# Karl Müller (Erfinder)

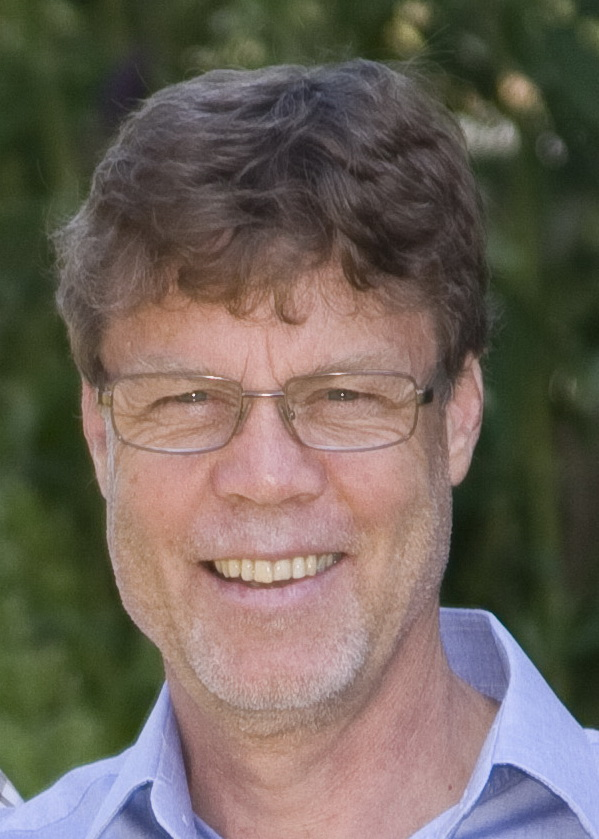
Karl Müller (2010)

Karl Müller (* 29. November 1952 in Roggwil TG) ist ein Schweizer Unternehmer. Er ist Erfinder der Masai Barefoot Technology und der danach hergestellten MBT-Schuhe und kyBoots von kybun.
Müller wurde als Sohn des Schweizer Maschinenbauers Karl Müller in Roggwil geboren und besuchte die Kantonsschule Trogen. Im Jahr 1997 entwickelte Müller den MBT-Schuh, der sich bislang über 10 Millionen Mal verkaufte. Der MBT ist der erste Funktionsschuh in dieser Form weltweit, mittlerweile ist er in 20 Ländern erhältlich.
Aufgrund unüberwindbarer Differenzen mit seinen Geschäftspartnern, die MBT als Lifestyle-Schuhmarke sehen, trennte sich Müller im September 2006 in gutem Einvernehmen von MBT. Er verkaufte seine Firmenanteile und gründete im selben Jahr die kybun AG.

## KM Foundation
Müller engagiert sich mit seiner Familienstiftung „KM Foundation“ für soziale Projekte. Die KM Foundation unterstützt benachteiligte Menschen auf der ganzen Welt und ist aus der christlichen Überzeugung, dem Nächsten in Not zu helfen, entstanden. Zwischen 10 und 20 Prozent des jährlichen Gewinns von seinen Unternehmen fließen an die KM Foundation, die weltweit 40 Projekte betreibt.

## Privatleben
Müller ist mit der Koreanerin Jung-Suk Goh verheiratet. Das Paar hat vier eigene und drei Pflegekinder.